# P-spot
De P-spot, soms ook mannelijke G-spot of A-spot genoemd, is een plek in de anus van mannen waar de prostaat voelbaar is. Bij het hebben van geslachtsgemeenschap is de prostaat een gevoelig punt. Bij massage hiervan door middel van anaal vingeren, het gebruik van een anale vibrator of door contact en wrijving door de penis tijdens geslachtsgemeenschap, kan een prettig gevoel ontstaan en kan een orgasme sneller komen en heviger aanvoelen.
De prostaat bevindt zich naast het rectum en is de grotere en meer ontwikkelde mannelijke homoloog van de para-urethrale klieren, waarvan gesteld wordt dat die verbonden zijn met de vrouwelijke "G-spot". De para-urethrale klieren worden soms ook wel de "vrouwelijke prostaat" genoemd.